# Celso José da Costa
Celso José da Costa (Congonhinhas, 7 de abril de 1949) é um matemático brasileiro conhecido por ter descoberto a Superfície Costa.
Obteve um doutorado no Instituto Nacional de Matemática Pura e Aplicada (IMPA), Rio de Janeiro, em dezembro de 1982, com uma tese na área de geometria diferencial. O resultado principal de sua tese foi a prova da existência de uma superfície mínima e completa no espaço euclidiano tridimensional com a topologia do toro menos três pontos. Após, realizou estágio de Pós-Doutorado na Universitè de Paris VII-França, (1986 a 1987), foi professor visitante da Universitè de Chambery-França (1987 a 1988), da Universitè de Grenoble-França (1988 a 1989) e foi Directeur de Recherches do CNRS em 1989. Atualmente é professor titular da Universidade Federal Fluminense, onde lidera um grupo de pesquisa em geometria diferencial. Sua atividade de pesquisa centra-se principalmente na construção e classificação de superfícies mínimas completas e mergulhadas no espaço euclidiano tridimensional, e mais geralmente superfícies completas imersas em espaços de formas.
A superfície mínima descoberta em sua tese resolveu um antigo problema na área das superfícies mínimas. Concretamente, ele encontrou uma quarta superfície minima, agora denominada internacionalmente como Costa's Surface (Superfície Costa). Uma superfície imersa no espaço euclidiano é dita mínima se todo ponto da superfície tem uma vizinhança que é uma superfície de menor área com respeito ao seu bordo. Neste sentido tais superfícies são a generalizaçao bidimensional das geodésicas.
As três superfícies mínimas, anteriormente conhecidas, eram o plano, o catenóide (Euler: 1764) e o helicoide (Meusnier: 1776). Os trabalhos científicos do prof. Celso J. Costa tem dado grande impulso ao entendimento das superfícies mínimas completas e mergulhadas no espaço euclidiano tridimensional e estão publicados em revistas de excelente nível. Em vista da qualidade destes resultado recebeu em 1998 do Ministério da Ciência e Tecnologia em 1998 a medalha "Ordem do Mérito Científico na classe de Comendador".

## Prêmios e condecorações
Comendador título conferido pela Ordem Nacional do Mérito Científico - Presidência da República do Brasil - out/1998
- Prêmio de Excelência Científica - Universidade Federal Fluminense - dez/2010

- Prémio LeYa 2022 de Literatura Lusófona: Ficção Literária com "A Arte de Driblar Destinos".[2]

## Publicações selecionadas
- COSTA, J. C. 1984. Example of a complete minimal immersion of genus one and three embedded ends. Boletim da Sociedade Brasileira de Matemática. vol. 15, p. 47 - 54
- COSTA, J. C. 1989. Uniqueness of complete minimal surfaces with total curvature 12P. J. Diff. Geometry. vol. 30, p. 597 - 618
- COSTA, J. C. 1991. Classification of complete minimal surfaces embedded in R3 with total curvature 12P. Inventiones Mathematicae. vol. 105, p. 273 - 303
- COSTA, J. C. 1993. Complete minimal surfaces in R3 of genus one and four embedded ends. Annales de l'Institut Fourier. vol. 4, p. 1279 - 1287
- COSTA, J. C. and SIMÕES, P. A. Q. 1996. Complete minimal surfaces in a slab of R3. Annales de l'Institut Fourier. vol. 2, p. 535 - 546